# جایزه بزرگ اسپانیا
جایزه بزرگ اسپانیا یکی از مسابقات قهرمانی جهان فرمول یک است که در پیست بارسلون-کاتالونیا در بارسلونا برگزار می‌شود. این مسابقه یکی از کهن‌ترین مسابقاتی است که همچنان برگزار می‌شود و صدمین سالگرد آن در سال ۲۰۱۳ جشن گرفته شد. جنگ جهانی اول باعث وقفه‌ای ده‌ساله در برگزاری دومین دورهٔ آن شد؛ ولی اندکی پس از آن جای خود را در تقویم مسابقات اروپا باز کرد. در سال ۱۹۳۵ به مسابقات قهرمانی اروپا ارتقا یافت؛ ولی جنگ داخلی اسپانیا دوباره مسابقه را متوقف کرد. در سال ۱۹۶۷ جایزه بزرگ اسپانیا با موفقیت احیا شد و از سال ۱۹۶۸ همواره در تقویم مسابقات قهرمانی جهان فرمول یک قرار داشته‌است.

## تاریخچه

### سرآغاز
نخستین جایزه بزرگ اسپانیا در سال ۱۹۱۳ با ساختار کنونی مسابقات جایزه بزرگ برگزار نشد؛ ولی بر پایهٔ قانون‌های خودروی گردشگری در پیست جاده‌ای ۳۰۰ کیلومتری در گواداراما در نزدیکی مادرید برگزار شد.
رقابت‌های ورزش‌های موتوری پیش از آن نیز در اسپانیا برگزار شده‌بود که مهم‌ترین آن‌ها جام کاتالان در سال‌های ۱۹۰۸ و ۱۹۰۹ در جاده‌های سیتخس نزدیک بارسلون بود. این دو مسابقه به برقراری سنت قدرتمند رانندگی در اسپانیا که تاکنون ادامه یافته‌است، کمک کرد. این اشتیاق به رقابت، منجر به برنامه‌ریزی برای ساخت یک پیست ثابت در سیتخس به طول ۲ کیلومتر به نام پیست سیتخس-ترامار شد که میزبان جایزه بزرگ اسپانیا در سال ۱۹۲۳ بود.

#### لاسارته
پس از نخستین مسابقه، پیست دچار مشکلات مالی شد و برگزارکنندگان باید به دنبال پیست دیگری می‌گشتند. در سال ۱۹۲۶ جایزه بزرگ اسپانیا به پیست ۱۸ کیلومتری لاسارته در ساحل شمالی نزدیک بیلبائو منتقل شد. این پیست میزبان مسابقهٔ اصلی اسپانیا در دههٔ ۱۹۲۰ به نام جایزه بزرگ سن سباستین بود. در سال ۱۹۲۷ جایزه بزرگ اسپانیا بخشی از مسابقات قهرمانی سازندگان جهان بود؛ ولی مسابقه هنوز تثبیت نشده بود و در سال‌های ۱۹۲۸ و ۱۹۲۹ بر پایهٔ مقررات خودروهای ورزشی برگزار می‌شد. جایزه بزرگ اسپانیای ۱۹۳۰ برای ۲۷ ژوئیه برنامه‌ریزی شده‌بود؛ ولی به دلیل وضعیت بد اقتصادی ناشی از سقوط وال‌استریت در اکتبر ۱۹۲۹ لغو شد. جایزه بزرگ‌های ۱۹۳۱ و ۱۹۳۲ نیز اعلام شدند؛ ولی به دلیل مشکلات سیاسی و اقتصادی منتفی شدند. در نهایت در سال ۱۹۳۳ جایزه بزرگ اسپانیا احیا شد و با حمایت حکومت در لاسارته برگزار شد. پس از مسابقهٔ ۱۹۳۵ اسپانیا درگیر جنگ داخلی شد و برگزاری مسابقات متوقف شد. در سال ۱۹۴۶ مسابقه به اسپانیا بازگشت و با نام جایزه بزرگ پنیا رین در پیست خیابانی پدرالبس در بارسلون برگزار شد.

### فرمول یک

#### پدرالبس
اسپانیا در سال ۱۹۵۱ به تقویم بین‌المللی بازگشت و مسابقهٔ پدرالبس به فهرست مسابقات قهرمانی فرمول یک افزوده شد. در سال ۱۹۵۱ خوان مانوئل فانخیوی آرژانتینی با خودروی آلفا رومئو نخستین قهرمانی جهان خود را در جایزه بزرگ اسپانیا به دست آورد. در سال‌های ۱۹۵۲ و ۱۹۵۳ کمبود بودجه مانع برگزاری مسابقه شد؛ ولی در سال ۱۹۵۴ مایک هاوتورن با فراری پیروز شد. در سال ۱۹۵۵ قرار بود جایزه بزرگ اسپانیا در پدرالبس برگزار شود؛ ولی پس از تصادف مرگبار در مسابقهٔ ۲۴ ساعتهٔ لومان که منجر به کشته شدن بیش از ۸۰ نفر شد، مقرراتی برای ایمنی تماشاگران تنظیم شد. به این ترتیب، جایزه بزرگ اسپانیا مانند بسیاری از مسابقات دیگر لغو شد. در دو سال بعد نیز مسابقه به همین دلیل و نیز مشکلات مالی، برگزار نشد. پس از آن پیست خیابانی دارای گذر عابر پیاده در پدرالبس هرگز برای مسابقات ورزش‌های موتوری مورد استفاده قرار نگرفت.

#### خاراما و مونیژوییک
در دههٔ ۱۹۶۰ اسپانیا برای بازگشت به مسابقات بین‌المللی ورزش‌های موتوری درخواست داد و باشگاه اتومبیل‌رانی پادشاهی اسپانیا پیست تازه‌ای در خاراما در شمال مادرید را به این منظور سفارش داد. همچنین دولت اسپانیا پیست خیابانی مونیژوییک در بارسلون را مرمت کرد. جایزه بزرگ آزمایشی در سال ۱۹۶۷ در خاراما برگزار شد که با پیروزی جیم کلارک به پایان رسید.
در سال ۱۹۶۸ خاراما میزبان جایزه بزرگ اسپانیا بود. پس از مسابقه، توافق شد که جایزه بزرگ یک سال در پیست سخت، کند و پرپیچ خاراما و یک سال در پیست سریع و عریض مونیژوییک برگزار شود. در نتیجه پیست مونیژوییک در سال ۱۹۶۹ برای نخستین بار میزبان مسابقهٔ فرمول یک بود. مسابقهٔ ۱۹۷۵ با تراژدی همراه بود. در زمان تمرین نگرانی‌هایی بابت ایمنی مسیر وجود داشت؛ زیرا جداکننده‌های پیرامون خیابان‌ها به خوبی به کف متصل نشده‌بودند. اعتراضاتی انجام شد و رانندگان از رقابت خودداری کردند. برگزار کنندگان تهدید کردند که در صورت مسابقه ندادن رانندگان، خودروها را درون ورزشگاه قفل خواهند کرد. رانندگان تسلیم شدند؛ ولی امرسون فیتیپالدی که دو بار برندهٔ جایزه بزرگ اسپانیا شده‌بود پس از یک دور، کناره‌گیری کرد. در دور ۲۶، خودروی رولف اشتوملن تصادف کرد و ۴ تماشاگر کشته شدند. مسابقه در دور ۲۹ متوقف شد و یوخن ماس برنده اعلام شد.

#### خاراما
پس از بروز رخدادهای مرگبار در مونیژوییک، جایزه بزرگ اسپانیا به خاراما محدود شد. در سال ۱۹۷۶ جیمز هانت بریتانیایی قهرمان شد؛ ولی پس از مسابقه او را به این دلیل که عرض خودروی مک‌لارنش ۴ سانتی‌متر بیش از حد مجاز بود، رد صلاحیت کردند. مک‌لارن فرجام‌خواهی کرد و موفق شد امتیاز او را برگرداند. سال‌های ۱۹۷۷ و ۱۹۷۸ دوران اقتدار ماریو اندرتی بود. در سال ۱۹۸۰ صبح جمعهٔ پیش از مسابقه، ژان-ماری بالستر رئیس فدراسیون بین‌المللی اتومبیل‌رانی اعلام کرد جایزه بزرگ اسپانیا جزء رقابت‌های مسابقات قهرمانی محسوب نمی‌شود. به همین دلیل تیم‌های سازنده در مسابقه شرکت نکردند. در مسابقهٔ ۱۹۸۱ ژیل ویلنوو در رقابت با ۴ خودرویی که فرمان‌پذیری بهتری داشتند، در مسیر پرپیچ و کم‌عرض پیروز شد. عملکرد او در این مسابقه یکی از بهترین رانندگی‌های تاریخ ورزش‌های موتوری محسوب می‌شود. در سال بعد، معطوف شدن توجه برگزار کنندگان به زمین گلف نزدیک پیست، عرض کم مسیر، شرایط دمایی نامناسب ماه ژوئن و تعداد کم تماشاگران باعث شد که مسابقه در سال ۱۹۸۲ از تقویم مسابقات خارج شود.

#### خرز
تلاش برای احیای جایزه بزرگ اسپانیا در سال ۱۹۸۴ در پیست خیابانی فورنخیرولا ناموفق بود؛ ولی در سال ۱۹۸۵ شهردار خرز سفارش ساخت یک پیست مسابقهٔ جدید را داد تا گردشگری را در شهر خود تقویت کند. پیست خرز در نزدیکی سویا در جنوب اسپانیا پیش از مسابقهٔ قهرمانی ۱۹۸۶ کامل شد. در آن مسابقه، رقابت نزدیکی میان آیرتون سنا و نایجل منسل وجود داشت و دو خودرو با هم مسابقه را به پایان رساندند. برتری ۰٫۰۱۴ ثانیه‌ای سنا یکی از نزدیک‌ترین پیروزی‌های تاریخ مسابقات بود. در سال ۱۹۸۷ منسل پیروز شد و قهرمانی سال ۱۹۸۹ به سنا رسید. مسابقهٔ ۱۹۹۰ آخرین دورهٔ برگزاری جایزه بزرگ اسپانیا در خرز بود. در زمان تمرین، خودروی مارتین دونلی با سرعت بالا تصادف کرد و نابود شد؛ هرچند خودش زنده ماند. از سوی دیگر، دور بودن خرز باعث می‌شد تماشاگر زیادی برای مسابقه جمع نشود.

#### کاتالونیا
پس از تکمیل پیست بارسلون-کاتالونیا با حمایت حکومت اسپانیا جایزه بزرگ در سال ۱۹۹۱ به این پیست منتقل شد و تاکنون در همین پیست باقی‌مانده است. از آن زمان، مسابقه در اوایل فصل معمولاً در اواخر آوریل یا اوایل مه برگزار می‌شود.
از سال ۲۰۰۳ به دلیل موفقیت‌های فرناندو آلونسو مسابقه توانسته‌است تماشاگر خوبی جذب کند. آلونسو در سال‌های ۲۰۰۳ و ۲۰۰۵ دوم شد و در سال ۲۰۰۶ به پیروزی رسید. همچنین در سال ۲۰۰۷ سوم شد و دو مقام دومی دیگر در سال‌های ۲۰۱۰ و ۲۰۱۲ کسب کرد. در سال ۲۰۱۲ پاستور مالدونادوی اسپانیایی‌زبان توانست به پیروزی دست یابد و نخستین رانندهٔ ونزوئلایی قهرمان جایزه بزرگ شد.
از فصل ۲۰۱۳ قرار بود جایزه بزرگ اسپانیا بین پیست کاتالونیا و پیست خیابانی والنسیا جابجا شود. ولی به دلایل مالی پیست والنسیا از برنامه خارج شد و همچنان کاتالونیا تنها میزبان جایزه بزرگ اسپانیا است.